# Южно-Луганская агломерация
Южно-Луганская агломерация (укр. Південно-Луганська агломерація), также Хрустальненская агломерация (укр. Хрустальненська агломерація) — городская агломерация в Луганской области Украины. 
Население агломерации — 424 000 чел. (2014 год), 460 000 человек (2001 год).
Территория агломерации находится под российской оккупацией.

## Состав
- города (338 800 чел.):
  - Красный Луч
  - Антрацит
  - Ровеньки
  - Свердловск
  - Вахрушево
  - Миусинск
  - Петровское
  - Червонопартизанск
- посёлки Стахановского, Антрацитовского, Ровеньковского и Свердловского горсоветов и 5 пгт Антрацитовского района (108 300 чел.)
- сёла Краснолучского, Антрацитовского, Ровеньковского и Свердловского горсоветов (12 900 чел.)

Экономическая специализация: угольная промышленность, тяжёлое машиностроение, цветная металлургия.